# Nemzetiszocialista Mozgalom (Egyesült Államok)

A Nemzetiszocialista Mozgalom zászlaja

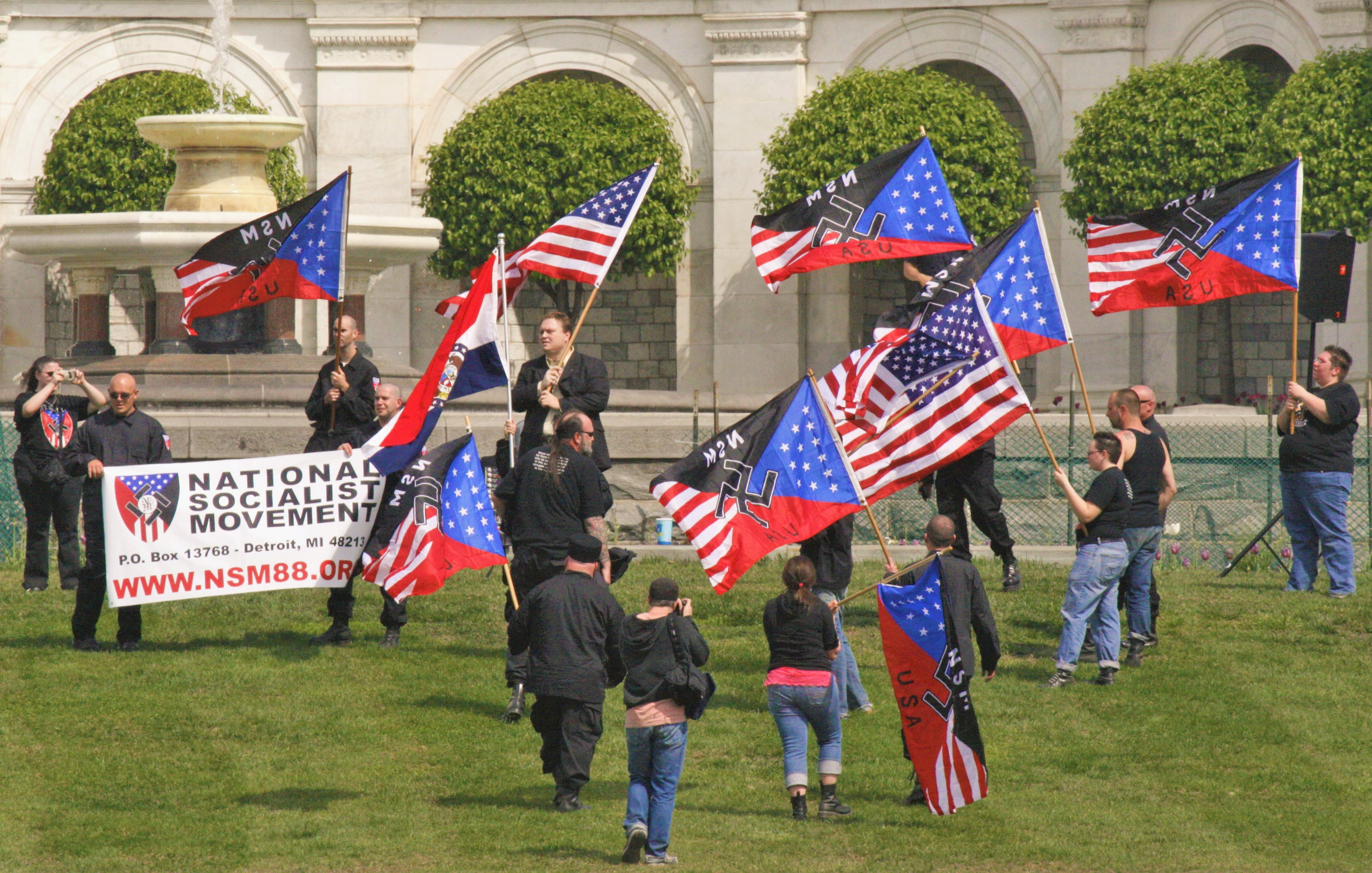
A mozgalom tagjai egy 2008-as gyűlésen a Capitolium környékén

A Nemzetiszocialista Mozgalom (angolul: National Socialist Movement, rövidítése NSM88) napjaink legnagyobb szélsőséges nemzetiszocialista (náci) pártja az Amerikai Egyesült Államokban. 1974-ben jött létre. Bejegyzett, legálisan működő párt, együttműködik néhány egyéb szélsőjobboldali csoportosulással. A szervezet tagokat tudhat magának az Egyesült Államok egész területén, de vannak kapcsolataik/tagjaik tengerentúlon is. Pontos taglétszámuk nem ismert, de a szervezet növekedése folyamatos.
Működését egymást követő demonstrációk, tüntetések, tiltakozások, felvonulások jellemzik. Kampányuk során főként a cionizmus, a homoszexualitás a bűnözés és a közel-keleti háború ellen lépnek fel. A fehér felsőbbrendűség hirdetői („white power”). Jelképük az Egyesült Államok hagyományos jelképeivel összevont horogkereszt. Nyilvános szerepléseik során barna inget viselnek fekete nyakkendővel és fekete nadrággal, amely az SA uniformisára emlékeztet, és a tagoknak a szervezeten belül katonai rendfokozatuk is van. Tagjaik időnként a mexikói–amerikai határon járőröznek fegyveresen. 2010. április 27-én a mozgalom 70 tagja tüntetett Los Angelesben az illegális bevándorlás ellen, amin több száz antifasiszta tüntető jelent meg. A The New York Times 2011 májusában a legnagyobb felsőbbrendűséget hirdető csoportként írta le, amelynek 400 tagja van 32 államban.

## Vezetősége
A szervezetet Robert Brannen alapította 1974-ben, majd később Cliff Herrington vette át a párt vezetését. Azelőtt mindketten a George Lincoln Rockwell-féle Náci Párt tagjai voltak. 1994-ben Harrington átadta a szervezet vezetését Jeff Schoepnek.

## A toledói tüntetés
A párt leghírhedtebb utcai megmozdulása 2005 októberében, az ohioi Toledóban történt. A szervezet úgy döntött, hogy egy tiltakozást szervez a fekete bűnözés ellen, de még a menet megkezdése előtt zavargások törtek ki amiatt, hogy a város vezetése engedélyezte a náci megmozdulást. A nácik elleni tiltakozásra összegyűlt körülbelül 500 fős anarchistákból és helyiekből álló tömeg megtámadta a rendőrséget. Előbb kövekkel dobálták őket, gyújtogattak, majd kirabolták és megrongálták az egyik helyi benzinkutat. A nácikat felszólították a terület elhagyására, amit a letartóztatással való fenyegetés után meg is tettek, de a zavargások ennek ellenére körülbelül délután 4 óráig folytatódtak. Az események miatt letartóztatottak körében több bandatag is volt. Az NSM tagjai közül senkit sem tartóztattak le. A város fekete polgármestere szerint sem a Nemzetiszocialista Mozgalom tehetett a zavargásokról.